# Jozef Kabi ben Simon
Jozef Kabi ben Simon was hogepriester van de Joodse tempel in Jeruzalem van 61 tot 62 na Chr. Hij werd door Herodes Agrippa II als opvolger benoemd van Ismaël ben Phiabi, aan wiens hogepriesterschap een plotseling einde kwam toen hij door keizer Nero gevangengenomen werd. Jozef stamde uit een minder belangrijke familie binnen de aristocratie van Jeruzalem (het huis van Kamithos).
Aan Jozefs hogepriesterschap kwam al snel een einde, doordat de Porcius Festus, procurator van Judea, onverwachts overleed. Het zag ernaar uit dat het enige tijd zou gaan duren voordat Judea een nieuwe procurator had. Koning Herodes Agrippa II, die geen politieke zeggenschap over Judea had, maar gezien zijn Joods-Idumeese achtergrond van de Romeinen wel de bevoegdheid had gekregen hogepriesters te benoemen, meende dat bij gebrek aan procurator, er behoefte was aan een hogepriester die afkomstig was uit een familie die in Jeruzalem meer aanzien genoot. Zo hoopte hij de rust in de provincie te waarborgen. Daarom onthief hij Jozef uit zijn ambt en benoemde hij Ananus ben Ananus in zijn plaats.